# Ken Liu
Ken Liu, pseudonimo di Liu Yukun (Lanzhou, 1976), è uno scrittore e traduttore cinese naturalizzato statunitense di fantascienza e fantasy. Ha tradotto, tra gli altri, libri e racconti di Liu Cixin, Fei Dao, Xia Jia, Zhang Ran.
Ha pubblicato racconti su F & SF, Asimov's, Analog, Lightspeed, Clarkesworld, oltre che su varie antologie "Year's Best".
È stato il primo autore a vincere con un solo racconto, Il serraglio di carta (The Paper Menagerie), i premi Nebula, Hugo e World Fantasy Awards.
Il suo racconto Mono no aware ha vinto il premio Hugo per la categoria nel 2013, mentre nel 2017 e poi nel 2021 si è aggiudicato il Premio Locus per la migliore antologia (collection) rispettivamente con The Paper Menagerie and Other Stories e con The Hidden Girl and Other Stories. Ha inoltre vinto, nel 2016, il Premio Locus per la miglior opera prima con The Grace of Kings.

## Biografia
Nato in Cina, è emigrato negli Stati Uniti all'età di 11 anni. Ha vissuto a Palo Alto, in California, per poi trasferirsi a Waterford, nel Connecticut.
Ha conseguito il Bachelor of Arts ad Harvard, ha poi lavorato nel campo della tecnologia per diversi anni conseguendo poi il titolo di Juris Doctor (J. D.) all'Harvard Law School entrando quindi ad operare nel campo del diritto tributario. In seguito, ha lavorato come consulente legale in casi di tecnologia, dove può utilizzare le sue competenze legali e tecnologiche.
Scrittore prolifico di racconti, ne ha scritti più di cento dei quali numerosi sono stati tradotti in diverse lingue. Una sua storia, The Sith of Datawork, è inserita in From a Certain Point of View, antologia del 2017 che ha celebrato i 40 anni di Star Wars, pubblicata da Century.
Il 31 ottobre del 2017 la Disney Lucasfilm Press ha dato alle stampe il romanzo ufficiale di Star Wars scritto da Ken Liu e intitolato The Legends of Luke Skywalker.
Liu è autore della serie The Dandelion Dynasty  pubblicata dal marchio Saga Press di Simon & Schuster.
Ha anche scritto poesie e saggi critici.
Vive in Massachusetts con la moglie Lisa Tang e le loro due figlie.

## Opere
- Ai de Suanfa, SFW Publishing, 2012
- La grazia dei Re 2015 Simon & Schuster/Saga Press, 2020 Mondadori Oscar Fantastica (primo titolo della serie Dinastia del dente di leone)
- The Wall of Storms, Simon & Schuster/Saga Press, 2016
- The Paper Menagerie and Other Stories, Simon & Schuster/Saga Press, 2016
- Star Wars: The Legends of Luke Skywalker, Disney Lucasfilm Press, 2017
- Le onde, Future Fiction, 2018